# Houston Galleria
La Houston Galleria, conosciuto col nome di the Galleria, è una galleria commerciale situata a Houston, Texas, Stati Uniti d'America. Il centro commerciale fu costruito nel 1970 su iniziativa della società immobiliare Hines e fu modellato in chiave moderna sulle forme della galleria Vittorio Emanuele II.

## Storia e descrizione
La galleria, aperta nel 1970, fu modellata sulle forme della galleria Vittorio Emanuele II di Milano. Al momento dell'apertura il centro commerciale aveva una superficie calpestabile di 56000 metri quadrati, per passare ad una superficie di 223000 metri quadrati in seguito a vari lavori di ristrutturazione ed ingrandimento. La Houston Galleria conta ogni anno 35 milioni di visitatori, facendone una delle attrazioni più popolari di Houston. A seguito del successo del centro commerciale, la società immobiliare decise di aprire una galleria commerciale del tutto simile alla Houston Galleria a Dallas: la Galleria Dallas.
Il complesso, oltre ai numerosi negozi, comprende due hotel, spazi per uffici ed una pista da pattinaggio.